# Securidaca scandens
Securidaca scandens là một loài thực vật có hoa trong họ Polygalaceae. Loài này được Jacq. miêu tả khoa học đầu tiên năm 1760.